# Agasanakatte, Davanagere
Agasanakatte là một làng thuộc tehsil Davanagere, huyện Davanagere, bang Karnataka, Ấn Độ.